# Paintings in Yellow
Paintings in Yellow — четвёртый студийный альбом немецкой певицы Сандры, выпущенный в марте 1990 года. Пластинка была спродюсирована Михаэлем Крету.

## Об альбоме
Диск был записан в студии A.R.T. Studios, домашней студии Сандры и Михаэля Крету на острове Ибица, Испания. Материал продемонстрировал более зрелое звучание, отходя от предыдущих, быстрых танцевальных песен Сандры в пользу более рефлексивного и утончённого стиля. Большая часть материала, особенно трек из пяти частей «The Journey», предвосхитила звучание Enigma, музыкального нью-эйдж-проекта, над которым Михаэль и Сандра работали во время создания этого альбома. Франк Петерсон, который в недалёком будущем стал сопродюсером проекта Enigma, взял на себя роль соавтора некоторых композиций для Paintings in Yellow. Тексты песен пластинки были написаны Клаусом Хиршбургером и Крету, гитарные партии выполнил Том Леонардт.
Кавер на песню «Hiroshima» группы Wishful Thinking был выпущен в качестве ведущего сингла в феврале 1990 года и вошёл в пятёрку лучших в хит-парадах Германии и Швейцарии. За ним последовали ещё два сингла в 1990 году: «(Life May Be) A Big Insanity» и баллада «One More Night», которые имели умеренный успех в чартах.
Paintings in Yellow стал самым популярным альбомом Сандры в Западной Германии, заняв там четвёртое место, а также вошёл в топ-10 в Швейцарии. В национальном рейтинге Франции лонгплей продержался около полугода, максимально поднявшись на 13-ю строчку. Запись получила золотой статус в Германии и Франции и платиновый в Швейцарии.
По итогам года пластинка стала 59-й в Европе, в ФРГ по уровню продаж она заняла пятидесятое место.

## Список композиций
| №                   | Название                                                                                    | Текст песни                     | Музыка                        | Длительность |
| ------------------- | ------------------------------------------------------------------------------------------- | ------------------------------- | ----------------------------- | ------------ |
| 1.                  | «Hiroshima»                                                                                 | Дэвид Морган                    | Дэвид Морган                  | 6:50         |
| 2.                  | «(Life May Be) A Big Insanity»                                                              | Михаэль Крету, Клаус Хиршбургер | Михаэль Крету                 | 4:29         |
| 3.                  | «Johnny Wanna Live»                                                                         | Михаэль Крету, Клаус Хиршбургер | Михаэль Крету, Франк Петерсон | 4:26         |
| 4.                  | «Lovelight in Your Eyes»                                                                    | Михаэль Крету, Клаус Хиршбургер | Михаэль Крету                 | 5:27         |
| 5.                  | «One More Night»                                                                            | Михаэль Крету, Клаус Хиршбургер | Михаэль Крету, Франк Петерсон | 4:06         |
| 6.                  | «The Skin I’m In»                                                                           | Михаэль Крету, Клаус Хиршбургер | Михаэль Крету, Франк Петерсон | 3:40         |
| 7.                  | «Paintings in Yellow»                                                                       | Михаэль Крету, Клаус Хиршбургер | Михаэль Крету                 | 5:50         |
| 8.                  | «The Journey» a. «Cold Out Here» b. «I’m Alive» c. «Paintings» d. «Come Alive» e. «The End» | Михаэль Крету, Клаус Хиршбургер | Михаэль Крету, Франк Петерсон | 7:27         |
| 9.                  | «Hiroshima» (Extended Club Mix)                                                             | Дэвид Морган                    | Дэвид Морган                  | 6:44         |
| Общая длительность: | Общая длительность:                                                                         | Общая длительность:             | Общая длительность:           | 48:59        |

## Участники записи и технический персонал
Приведены по сведениям базы данных Discogs:
- Сандра — ведущий вокал
- Михаэль Крету — продюсирование, музыкальное исполнение и аранжировки, звукорежиссура
- Франк Петерсон — музыкальное исполнение и аранжировки, звукорежиссура
- Том Леонардт — все акустические и электрогитары
- Майк Шмидт — арт-директор
- Штефан Лангнер — фотография

## Позиции в хит-парадах
| Хит-парад (1990)                    | Высшая позиция | Длительность пребывания |
| ----------------------------------- | -------------- | ----------------------- |
| Австрия (Ö3 Austria)                | 14             | 11 недель               |
| Европа (European Top 100 Albums)    | 22             | нет данных              |
| Финляндия (Suomen virallinen lista) | 28             | 6 недель                |
| Франция (IFOP)                      | 13             | 26 недель               |
| ФРГ (Offizielle Top 100)            | 4              | 12 недель               |
| Швейцария (Schweizer Hitparade)     | 8              | 12 недель               |
| Швеция (Sverigetopplistan)          | 30             | 2 недели                |

| Хит-парад (1990)                          | Позиция |
| ----------------------------------------- | ------- |
| Европа (Year-End European Top 100 Albums) | 59      |
| ФРГ (Jahrescharts Deutschland)            | 50      |

## Сертификации
| Регион | Сертификация | Продажи  |
| --- | ------------ | -------- |
| Германия (BVMI) | Золотой      | 250 000^ |
| Франция (SNEP) | Золотой      | 100 000* |
| Швейцария (IFPI Switzerland)                                                                                             | Платиновый   | 50 000^  |
| * Данные о продажах приведены только на основе сертификации. ^ Данные о тиражах приведены только на основе сертификации. |              |          |